# (5986) Xénophon
(5986) Xénophon, désignation internationale (5986) Xenophon, est un astéroïde de la ceinture principale d'astéroïdes.

## Description
(5986) Xénophon est un astéroïde de la ceinture principale d'astéroïdes. Il fut découvert par Paul Wild le 2 octobre 1969 à l'observatoire Zimmerwald. Il présente une orbite caractérisée par un demi-grand axe de 2,37 UA, une excentricité de 0,119 et une inclinaison de 7,45° par rapport à l'écliptique.
Il fut nommé en hommage à l'athénien Xénophon, philosophe, historien et chef militaire. Il fut aussi, comme Platon, l'élève de Socrate.

## Compléments